# Nuevo Teatro Romano
El Nuevo Teatro Romano fue una sala de teatro ubicada en el núcleo de la ciudad de Concepción, Chile, en la esquina de las calles Barros Arana y Colo-Colo, a una cuadra de la Plaza de la Independencia. En 1964 fue inaugurada como sala de cine, bajo el nombre de Cine Romano. Luego de su cierre en 2006 fue utilizada como templo evangélico hasta 2010, año en que se reabrió como sala para teatro y artes escénicas. Sin embargo, cerró definitivamente por problemas económicos.

## Características
Con una superficie de 594 m², la sala albergaba una capacidad para 472 butacas. Tenía tres niveles, el primero de ellos destinado a la boletería y el vestíbulo; el segundo para oficinas y baño, y el subterráneo donde se encontraba la sala de proyecciones, la cual contaba con una pronunciada pendiente, que permitía a los espectadores apreciar la gran pantalla sin ser tapado por los espectadores de enfrente.

## Historia
El Cine Romano fue una sala de cine construida en 1964 por los arquitectos Gabriela González, Pedro Tagle y Ernesto Vilchez. Estaba ubicado junto a una galería de exposiciones homónima, inaugurada el 2 de septiembre de 1966. Funcionó activamente hasta principios de la década de 2000, aunque pasó sus últimos años siendo arrendada para presentar películas aisladas, hasta que el 30 de marzo de 2006 fue definitivamente cerrada, para dar lugar a una comunidad evangélica. Su primer propietario fue el empresario Humberto Anselmi, y los últimos, María Elena y Sandra Anselmi.
El Cine Romano fue inicialmente una sala destinada a películas de estreno. La primera película que presentó fue Darling. Pasados los años, fue arrendada además para exhibir películas a instituciones educacionales en el Día del alumno y otras fechas. En 1986, fue sede de la primera edición de los Martes cinematográficos, entonces organizadas por el diario El Sur, y que actualmente ha trascendido en manos de la Universidad de Concepción, exhibiéndose en el Teatro Universidad de Concepción.
Con la construcción del Mall Plaza del Trébol en 1995, junto con sus numerosas salas de cine, pertenecientes a la multinacional Cinemark, el Cine Romano, al igual que otros cines clásicos de la ciudad, tales como el Cine Regina, debieron cambiar su rubro o cerrar. Durante la primera mitad de la década de 2000, el Cine Romano se vio además impedida por las distribuidoras para poder exhibir películas de estreno. Así, finalmente luego de muchos arriendos infructuosos, la sala debió cerrar definitivamente en marzo de 2006.
El Cine Romano fue la última sala de proyecciones del centro de la ciudad de Concepción, de uso exclusivo para cine apto para todo público, en construirse, así como también la última en cerrar.

## Reapertura y cierre
El año 2010, tras el terremoto que azotó el 27 de febrero de ese año al país, surgió la necesidad de contar con nuevos espacios de esparcimiento y de teatro. Por ello es que gracias a la inversión de privados y de los dueños originales del teatro, se logró transformar el ex cine romano, que hasta entonces había sido utilizado como una iglesia evangélica, en lo que antiguamente fue, siendo para entonces una de las pocas salas de teatro disponibles en la ciudad. 
Sin embargo, el nuevo Teatro Romano no tuvo el éxito del cine homónimo de antaño y fue un fracaso financiero, por lo que pocos años después, el teatro fue cerrado definitivamente y posteriormente vendido a una empresa de capitales alemanes, que eliminó sus aposentadurías y lo convirtió en un salón de eventos y exposiciones llamado Espacio Romano, que funciona en la actualidad.[cita requerida]